# FK Dorožnyk
Il FK Dorožnyk (in russo ФК Дорожник), meglio noto come Dorožnyk Minsk,  è un club bielorusso di calcio a 5 con sede a Minsk.

## Storia
La società fu fondata nel 1998 a Fanipal' con il nome di Monolit ma già nel 2004 si trasferì nella capitale. Gioca nella prima lega del Campionato bielorusso di calcio a 5 ed è il club più titolato di Bielorussia avendo vinto sei titoli nazionali e altrettante coppe di Bielorussia. In campo internazionale il Dorožnyk ha ottenuto buoni risultati; nella stagione 2004-05 ha raggiunto il turno élite della Coppa UEFA.

## Rosa 2008-09
| N. |                        | Ruolo | Calciatore          |
| -- | ---------------------- | ----- | ------------------- |
| 1  | Bielorussia (bandiera) |       | Edward Bobrov       |
| 2  | Bielorussia (bandiera) |       | Vasili Voronin      |
| 3  | Bielorussia (bandiera) |       | Алексей Герасимович |
| 4  | Bielorussia (bandiera) |       | Ilya Gurin          |
| 5  | Bielorussia (bandiera) |       | Victor Ivanyutin    |
| 6  | Bielorussia (bandiera) |       | Valery Ivashko      |
| 7  | Bielorussia (bandiera) |       | Dmitry Kadaka       |

| N. |                        | Ruolo | Calciatore          |
| -- | ---------------------- | ----- | ------------------- |
| 8  | Bielorussia (bandiera) |       | Vladimir Karasev    |
| 9  | Bielorussia (bandiera) |       | Vadim Lushkovsky    |
| 10 | Bielorussia (bandiera) |       | Andrew Miranovich   |
| 11 | Bielorussia (bandiera) |       | Alexei Popov        |
| 12 | Bielorussia (bandiera) |       | Dmitry Chernyavskiy |
| 13 | Bielorussia (bandiera) |       | Alexei Chekhov      |

## Palmarès
- Campionato bielorusso: 6
1998-99, 2001-02, 2002-03, 2003-04, 2004-05, 2005-06
- Coppa della Bielorussia: 7
1998-99, 2003-04, 2004-05, 2005-06, 2006-07, 2007-08, 2016-17